# Upon entry (L'arribada)
Upon entry (L'arribada) és una pel·lícula dramàtica espanyola del 2022 dirigida per Alejandro Rojas i Juan Sebastián Vásquez. És protagonitzada per Alberto Ammann i Bruna Cusí, acompanyats de Ben Temple i Laura Gómez. S'ha subtitulat al català.

## Sinopsi
La pel·lícula tracta sobre els desagradables procediments policials i qüestionament que pateixen la parella formada per Diego (urbanista veneçolà) i Elena (ballarina contemporània de Barcelona) a l'aeroport de Newark en traslladar-se de Barcelona als Estats Units per iniciar una nova vida.

## Repartiment
- Alberto Ammann com a Diego[5]
- Bruna Cusí com a Elena[5]
- Ben Temple com a Agent Barrett[5]
- Laura Gómez com l'agent Vasquez[5]

## Producció
Escrit i dirigit pels cineastes veneçolans Alejandro Rojas i Juan Sebastián Vásquez, Upon Entry es basa en les experiències personals dels directors com a immigrants. La pel·lícula és una coproducció espanyola de Zabriskie Films, Basque Films i Sygnatia, amb la participació de TV3 i el suport de l'ICEC, l'administració regional de Madrid, el Govern Basc i Creative Europe MEDIA.

## Estrena
Upon entry (L'arribada) es va projectar al Festival de Cinema Nits Negres de Tallinn el novembre de 2022. També va arribar a la selecció oficial del 28è Festival Internacional de Cinema de Calcuta. Va ser adquirida per Charade i Anonymous Content abans de projectar-se a South by Southwest (SXSW) per a la seva estrena estatunidenca. També va rebre projeccions al 26è Festival de Màlaga i al BAFICI. Distribuïda per Karma Films, es va estrenar a les sales de cinema d'Espanya el 16 de juny de 2023.
Charade va tancar acords de distribució a Itàlia (Exit Media), Japó (Shochiku), Portugal (Alambic), Índia (PictureWorks), CIS (Pionier) i França (Condor Distribution).